# Alajärvi och Salmijärvi
Alajärvi och Salmijärvi är en sjö i Finland. Den ligger i kommunen Kuusamo i landskapet Norra Österbotten, i den nordöstra delen av landet, 600 km norr om huvudstaden Helsingfors. Alajärvi och Salmijärvi ligger 224,2 meter över havet. Arean är 1,62 kvadratkilometer och strandlinjen är 13,28 kilometer lång. Sjön  ingår i Uleälvens huvudavrinningsområde. 